# Coupe de France masculine de rink hockey 2014-2015
Navigation
Coupe de France 2013-2014 Coupe de France 2015-2016
La coupe de France 2015 de rink-hockey est la quatorzième édition de cette compétition annuelle. Elle oppose 34 équipes provenant de l'ensemble des divisions françaises évoluant dans un championnat senior régional ou national. La coupe de France débute avec le tour des préliminaires, le 18 octobre 2014, et se termine avec la finale four, le 18 avril 2015.

## Première phase: qualifications

### Tour préliminaire
| Équipe 1          | Score | Équipe 2     |
| ----------------- | ----- | ------------ |
| CRPM Mouilleron   | 2-4   | Poiré Roller |
| APPR Plouguerneau | 3-9   | CO Pacé      |

### Seizièmes de finale
| Équipe 1          | Score | Équipe 2            |
| ----------------- | ----- | ------------------- |
| PARS Ancenis      | 0-14  | Nantes ARH          |
| PR Poiré-sur-Vie  | 6-5   | ASTA Nantes         |
| Quntin RC         | 4-3   | AL Ergué-Gabéric    |
| RAC Saint-Brieuc  | 5-8   | AL Plonéour-Lanvern |
| CO Pacé           | 2-4,  | SPRS Ploufragan     |
| RH Gleizé         | 6-7   | RCK Seynod          |
| HC Voiron         | 4-6   | ROC Vaulx-en-Velin  |
| RC Gujan-Mestras  | 2-14  | Biarritz OL         |
| SA Gazinet-Cestas | 2-3   | US Coutras          |
| US Villejuif      | 5-6   | HCF Tourcoing       |
| CP Roubaix        | 8-6   | SC Brie CR          |

## 2ephase: finales
Les 8 équipes qualifiées et les 8 clubs qualifiés directement participeront à la 2e phase.
Celle-ci se déroule en 4 tours à élimination directe : 1/8, 1/4, 1/2 et finale.
Toutefois, si une candidature est retenue par le CRH/FFRS, les 1/2 finales et la finale se déroule sous la forme d’un tournoi « finale four ».
La désignation des équipes qui se rencontrent à chaque étape du déroulement de cette 2e phase se fait par tirage au sort effectué par le CRH/FFRS dès la fin de la 1re phase. Ce tirage s’effectue à partir d’un système de tête de série avec les 6 clubs qualifiés en coupe d’Europe qui ne peuvent se rencontrer en 1/8e de finale.

## «Finale four»
Ce tournoi regroupe les quatre clubs sortis des 1/4 de finale lors d’un même week-end. Les rencontres se décident par tirage au sort : A contre B et C contre D. Les deux vainqueurs disputent ensuite la finale de la Coupe de France. Les deux vaincus se disputent les places de 3 et 4.
|  | Demi-Finales    | Demi-Finales  |              |   | Finale | Finale |
|  | Demi-Finales    | Demi-Finales  |              |   | Finale | Finale |
|  |                 |               |              |   |        |        |
|  |                 |               |              |   |        |        |
|  |                 |               |              |   |        |        |
|  | La Vendéenne    | 4             |              |   |        |        |
|  | La Vendéenne    | 4             |              |   |        |        |
|  | SPRS Ploufragan | 2             |              |   |        |        |
|  | SPRS Ploufragan | 2             | La Vendéenne | 2 |        |        |
|  |                 |               | La Vendéenne | 2 |        |        |
|  |                 | HC Quévertois | 3            |   |        |        |
|  | SCRA Saint-Omer | HC Quévertois | 3            | 2 |        |        |
|  | SCRA Saint-Omer |               |              | 2 |        |        |
|  | HC Quévertois   | 4             |              |   |        |        |
|  | HC Quévertois   | 4             | 3e place     |   |        |        |
|  |                 |               |              |   |        |        |
|  |                 |               |              |   |        |        |
|  |                 |               |              |   |        |        |
|  | SPRS Ploufragan | 5             |              |   |        |        |
|  | SPRS Ploufragan | 5             |              |   |        |        |
|  | SCRA Saint-Omer | 4             |              |   |        |        |
|  | SCRA Saint-Omer | 4             |              |   |        |        |